# Tricorynus obscurus
Tricorynus obscurus är en skalbaggsart som beskrevs av White 1965. Tricorynus obscurus ingår i släktet Tricorynus och familjen trägnagare. Inga underarter finns listade i Catalogue of Life.